# Дискусія
Диску́сія — це форма колективного обговорення, мета якого — виявити істину або знайти правильний розв'язок порушеного питання через висловлення власних міркувань та зіставлення поглядів опонентів на проблему. Під час такого обговорення виявляються різні позиції, озвучуються протилежні думки, а емоційно-інтелектуальний стимул підштовхує до активного мислення.

## Різновиди
У переносному значенні (розмовне слово) дискусія — це спір, суперечка окремих осіб, співбесідників.
Організація наукової дискусії передбачає 3 етапи:
1. Готувальний;
2. Основний;
3. Заключний.

На першому етапі доцільно сформулювати тему дискусії й основні питання, які будуть винесені на обговорення загалу, дібрати відповідну літературу для готування, визначити час і місце проведення дискусії. Учасників дискусії краще розмістити в приміщенні так, щоб усі присутні бачили одне одного в обличчя і добре чули. На обговорення не слід виносити більш як 5 питань. Якщо тема складна, потрібно зробити невеликий вступ, щоб учасникам було легше визначитись щодо основних понять.
На другому етапі обговорюються ті питання, які були винесені на порядок денний. Процесом обговорення керує відник. Від виконання ним своєї ролі багато в чому залежить перебіг та результати дискусії. Різні заклики ведучого на зразок пам'ятати про регламент: «Дотримуйтесь правил дискусії! Будьте цивілізовані!» не знімуть загострення пристрастей, а можуть лише образити членів наради. Проте до поведінки учасників також є певні умови:
- по-перше — вони повинні підготуватися до обговорення обраної теми і виявити готовність викласти свої погляди.
- по-друге — кожен повинен уважно слухати інших і чути, про що саме говорять доповідачі.
- по-третє — всім бажано поводитись відповідно до загальногодящих норм поведінки, не слід перетворювати дискусію на суперечку.

Якщо внаслідок дискусії виникла пауза — роздуми учасників — переривати її не слід, бо можливо вона допоможе знайти цікавий поворот дискусії.
Третій етап — підбиття підсумків. Це звичайно робить відник, але можна доручити це і досвідченому спеціалісту з числа учасників. Він оцінить повноту і глибину теми, новизну інформації, відзначить різні погляди, наголосить на значущих результатах обговорення. Добре якщо до аналізу дискусії буде долучено і інших учасників.
Як свідчать спостереження, дискусія не повинна тривати понад 3 години, надуживання часом може викликати роздратування в присутніх. Відник має відчути кульмінаційний момент після якого звичайно інтерес до обговорення зменшиться і підбити підсумки. З правила, для повідомлення надається 15-20 хвилин, для виступу 3-5 хвилин. Якщо під впливом дискусії в частини учасників змінилися настанови, це означає, що подіяв «ефект переконання». Він виявляється навіть тоді, коли в декого зароджуються сумніви щодо правильності своїх поглядів. «Нульовий ефект» дискусії буває тоді, коли погляди, думки більшості людей не змінюються, це може бути наслідком пасивного ставлення до дискусії та браком готування до неї. Якщо в декого під час дискусії сформулюються погляди протилежні тим, які хотілося сформулювати під час організації, це означає дію «ефекту бумеранга», тобто від'ємний результат дискусії.

## Гуртова дискусія
У психології задля гуртової психотерапії використовується такий метод як гуртова дискусія: члени терапевтичного гурту спілкуються між собою (ведуть суперечку) і в ході цього розв'язують свої психологічні проблеми.
У соціології метод гуртової дискусії використовується як засіб збирання відомостей, що поєднує елементи методів гуртового й глибинного інтерв'ю та соціологічного спостереження. Суть методу — організація в малому гурті цілеспрямованої розмови про проблеми, що цікавлять дослідника.

## Дискусія як метод навчання
У педагогіці дискусія виступає як один з активних методів навчання, спрямованих на розвиток критичного мислення, комунікативних навичок і глибше засвоєння знань. Вона передбачає організоване обговорення спірного питання між учнями або між учнями й учителем, де кожен учасник має можливість висловити власну думку, обґрунтувати її та вислухати інші позиції.
Метод дискусії ґрунтується на принципах діалогічності,  партнерської взаємодії та самостійного мислення. Його застосування є особливо ефективним у процесі формування ціннісних орієнтацій, аналізу моральних, соціальних або філософських  дилем, а також у процесі вивчення гуманітарних і суспільствознавчих дисциплін.

### Основні форми навчальної дискусії

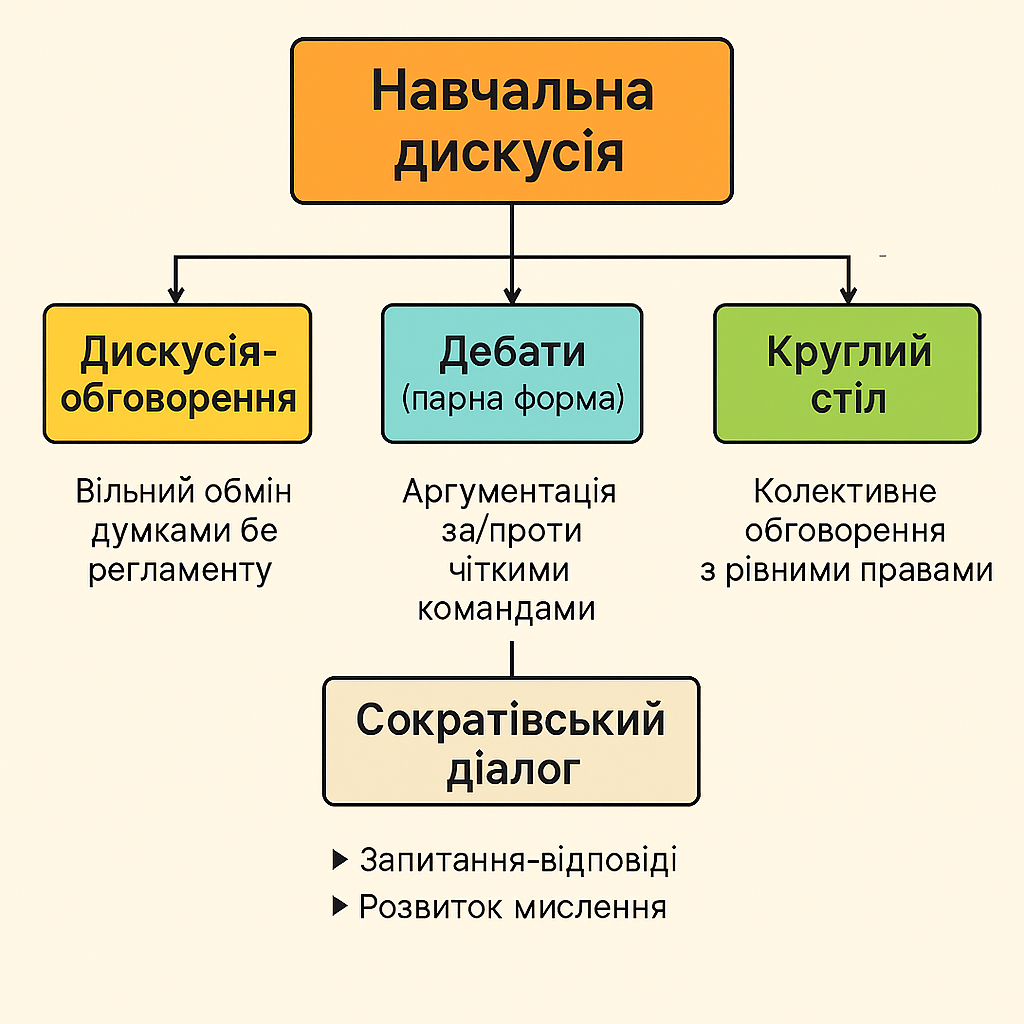
Types of learning discussions

- Дискусія-обговорення — обмін думками щодо певного питання, без жорсткої структурованості.
- Дебати — формалізована дискусія з чітким розподілом ролей, регламентом і оцінюванням аргументів[3].
- Сократівський діалог — метод, за якого викладач ставить учневі запитання з метою спонукати його до самостійного пошуку істини[4].
- Круглий стіл — форма дискусії, за якої всі учасники мають рівне право на висловлення думки.

### Переваги навчальної дискусії
- активізує пізнавальну діяльність;
- сприяє формуванню аргументованої позиції;
- розвиває вміння слухати, переконувати та відстоювати власну думку;
- формує навички колективної взаємодії та толерантності[5].

### Використання в українській освіті
В українських школах та університетах дискусії часто застосовують на уроках історії, літератури, громадянської освіти. Наприклад, учні можуть проводити дебати на теми, пов’язані з правами людини або екологічними проблемами, що сприяє формуванню громадянської свідомості.